# Gergő Iváncsik
Gergő Iváncsik, madžarski rokometaš, * 30. november 1981, Győr.
Leta 2004 je na poletnih olimpijskih igrah v Atlanti v sestavi madžarske reprezentance osvojil 4. mesto.